# Грабовица (Горњи Милановац)
Грабовица је насеље у Србији у општини Горњи Милановац у Моравичком округу. Према попису из 2022. било је 396 становника. Налази се на надморској висини од 350 до 700 м, а површине је 1.548 ха. Са источне стране се ослања на периферију вароши Горњи Милановац.
Овде се налазе Крајпуташ Чедомиру Тодоровићу у Грабовици и Стари надгробни споменици на сеоском гробљу у Грабовици.

## Историја
По предању, село је добило назив по великим забранима (шумама) грабовог дрвета Грабовица.
Становници села су масовно учествовали у боју против Турака на Косову рољу 28. јуна 1389. године. Нису смели да сачекају најезду Турака већ су се масовно иселили. Ново становништво се у 18. веку доселило из Старог Влаха, Црне Горе и Херцеговине и попунило испражњена подручја.
Ово село се први пут помиње у турском попису 1525. године под именом Рапах и тада је имало 32 дома. На више локалитета у селу налазе се ископине „Џиновске цркве”, у засеоку Кршићу, као и „Џиновско гробље” на Рапај брду. Ископано је и неколико крстова, кандила, старог новца и сл.
Село је припадало општини Брусница. Школу је имало у Горњем Милановцу и припадало је парохији цркве Свете Тројице у Горњем Милановцу. Сеоска слава је Велики Спасовдан.
У ратовима у периоду од 1912. до 1918. године село је дало 123 ратника. Погинуло их је 91 а 32 је преживело.

## Демографија
У пописима село је 1910. године имало 878 становника, 1921. године 605, а 2002. године тај број је спао на 340.
У насељу Грабовица живи 414 пунолетних становника, а просечна старост становништва износи 43,6 година (42,9 код мушкараца и 44,2 код жена). У насељу има 152 домаћинства, а просечан број чланова по домаћинству је 3,26.
Ово насеље је великим делом насељено Србима (према попису из 2002. године), а у последња три пописа, примећен је пад у броју становника.
У месту је рођен српски новинар, уредник и публициста Миломир Марић. Овде је живео музички уметник Миливоје Ивановић.
|  |

| Демографија | Демографија | Демографија |
| Година      | Становника  | Становника  |
| ----------- | ----------- | ----------- |
| 1948.       | 875         |             |
| 1953.       | 890         |             |
| 1961.       | 897         |             |
| 1971.       | 623         |             |
| 1981.       | 578         |             |
| 1991.       | 523         | 522         |
| 2002.       | 496         | 497         |
| 2011.       | 456         |             |

| Етнички састав према попису из 2002.‍ | Етнички састав према попису из 2002.‍ | Етнички састав према попису из 2002.‍ | Етнички састав према попису из 2002.‍ | Етнички састав према попису из 2002.‍ |
| ------------------------------------ | ------------------------------------ | ------------------------------------ | ------------------------------------ | ------------------------------------ |
|                                      |                                      |                                      |                                      |                                      |
| Срби                                 | Срби                                 |                                      | 495                                  | 99,79%                               |
| непознато                            | непознато                            |                                      | 1                                    | 0,20%                                |

| Година пописа     | 1948. | 1953. | 1961. | 1971. | 1981. | 1991. | 2002. |
| ----------------- | ----- | ----- | ----- | ----- | ----- | ----- | ----- |
| Број домаћинстава | 172   | 188   | 235   | 173   | 156   | 158   | 152   |

| Број чланова      | 1  | 2  | 3  | 4  | 5  | 6 | 7 | 8 | 9 | 10 и више | Просек |
| ----------------- | -- | -- | -- | -- | -- | - | - | - | - | --------- | ------ |
| Број домаћинстава | 29 | 33 | 22 | 28 | 28 | 5 | 4 | 2 | 1 | 0         | 3,26   |

| Пол    | Укупно | Неожењен/Неудата | Ожењен/Удата | Удовац/Удовица | Разведен/Разведена | Непознато |
| ------ | ------ | ---------------- | ------------ | -------------- | ------------------ | --------- |
| Мушки  | 212    | 66               | 127          | 16             | 3                  | 0         |
| Женски | 219    | 44               | 129          | 42             | 3                  | 1         |
| УКУПНО | 431    | 110              | 256          | 58             | 6                  | 1         |

| Пол    | Укупно                    | Пољопривреда, лов и шумарство | Рибарство                            | Вађење руде и камена | Прерађивачка индустрија       |
| ------ | ------------------------- | ----------------------------- | ------------------------------------ | -------------------- | ----------------------------- |
| Мушки  | 124                       | 20                            | 0                                    | 0                    | 60                            |
| Женски | 69                        | 15                            | 0                                    | 0                    | 33                            |
| УКУПНО | 193                       | 35                            | 0                                    | 0                    | 93                            |
| Пол    | Производња и снабдевање   | Грађевинарство                | Трговина                             | Хотели и ресторани   | Саобраћај, складиштење и везе |
| Мушки  | 5                         | 7                             | 10                                   | 2                    | 11                            |
| Женски | 1                         | 0                             | 4                                    | 2                    | 1                             |
| УКУПНО | 6                         | 7                             | 14                                   | 4                    | 12                            |
| Пол    | Финансијско посредовање   | Некретнине                    | Државна управа и одбрана             | Образовање           | Здравствени и социјални рад   |
| Мушки  | 0                         | 1                             | 3                                    | 0                    | 1                             |
| Женски | 0                         | 0                             | 2                                    | 3                    | 4                             |
| УКУПНО | 0                         | 1                             | 5                                    | 3                    | 5                             |
| Пол    | Остале услужне активности | Приватна домаћинства          | Екстериторијалне организације и тела | Непознато            | Непознато                     |
| Мушки  | 2                         | 0                             | 0                                    | 2                    | 2                             |
| Женски | 2                         | 0                             | 0                                    | 2                    | 2                             |
| УКУПНО | 4                         | 0                             | 0                                    | 4                    | 4                             |